# 9490 Gosemeijer
9490 Gosemeijer este un asteroid din centura principală de asteroizi.

## Descriere
9490 Gosemeijer este un asteroid din centura principală de asteroizi. A fost descoperit pe 25 martie 1971 la Observatorul Palomar de Cornelis Johannes van Houten, Ingrid van Houten-Groeneveld și Tom Gehrels. Asteroidul prezintă o orbită caracterizată de o semiaxă mare de 2,94 ua, o excentricitate de 0,10 și o înclinație de 3,6° în raport cu ecliptica.